# Troisième circonscription de la Charente-Maritime
La troisième circonscription de la Charente-Maritime est l'une des cinq circonscriptions législatives françaises que compte le département de la Charente-Maritime (17) situé en région Nouvelle-Aquitaine. 

## Description géographique et démographique

### De 1958 à 1986
La troisième circonscription de la Charente-Maritime était composée de :
- Canton d'Aulnay
- Canton de Burie
- Canton de Loulay
- Canton de Matha
- Canton de Saint-Hilaire
- Canton de Saint-Jean-d'Angély
- Canton de Saint-Porchaire
- Canton de Saint-Savinien
- Canton de Tonnay-Boutonne.

Source : Journal Officiel du 14-15 Octobre 1958.

### Depuis 1988
La troisième circonscription de la Charente-Maritime est délimitée par le découpage électoral de la loi n°86-1197 du 24 novembre 1986
, elle regroupe les divisions administratives suivantes :
- Canton d'Aulnay
- Canton de Burie
- Canton de Loulay
- Canton de Matha
- Canton de Saint-Hilaire-de-Villefranche
- Canton de Saint-Jean-d'Angély
- Canton de Saint-Savinien
- Canton de Saintes-Est (moins les communes de Colombiers et La Jard)
- Canton de Saintes-Nord
- Canton de Saintes-Ouest
- Canton de Tonnay-Boutonne.

D'après le recensement général de la population en 1999, réalisé par l'Institut National de la Statistique et des Études Économiques (INSEE), la population totale de cette circonscription est estimée à 100186 habitants,.

## Historique des députations
| Législature | Début de mandat | Fin de mandat  | Député                | Parti politique | Observations |
| ----------- | --------------- | -------------- | --------------------- | --------------- | --- |
| Ire         | 9 décembre 1958 | 9 octobre 1962 | André Brugerolle      | App. CNIP       | Mandat écourté à la suite d'une dissolution parlementaire décidée par Charles de Gaulle.                                                                       |
| IIe         | 6 décembre 1962 | 2 avril 1967   | André Brugerolle      | CD              | |
| IIIe        | 3 avril 1967    | 30 mai 1968    | André Brugerolle      | CD              | Mandat écourté à la suite d'une dissolution parlementaire décidée par Charles de Gaulle.                                                                       |
| IVe         | 11 juillet 1968 | 1er avril 1973 | André Brugerolle      | CD              | |
| Ve          | 2 avril 1973    | 2 avril 1978   | André Brugerolle      | CD              | |
| VIe         | 3 avril 1978    | 22 mai 1981    | Roland Beix           | PS              | Mandat écourté à la suite d'une dissolution parlementaire décidée par François Mitterrand.                                                                     |
| VIIe        | 2 juillet 1981  | 1er avril 1986 | Roland Beix           | PS              | |
| VIIIe       | 2 avril 1986    | 14 mai 1988    | Aucun                 | Aucun           | Proportionnelle par département, pas de député par circonscription. Mandat écourté à la suite d'une dissolution parlementaire décidée par François Mitterrand. |
| IXe         | 23 juin 1988    | 1er avril 1993 | Roland Beix           | PS              | |
| Xe          | 2 avril 1993    | 21 avril 1997  | Xavier de Roux        | UDF             | Mandat écourté à la suite d'une dissolution parlementaire décidée par Jacques Chirac.                                                                          |
| XIe         | 12 juin 1997    | 18 juin 2002   | Jean Rouger           | PS              | |
| XIIe        | 19 juin 2002    | 19 juin 2007   | Xavier de Roux,       | UMP,            | |
| XIIIe       | 20 juin 2007    | 19 juin 2012   | Catherine Quéré       | PS              | |
| XIVe        | 20 juin 2012    | 20 juin 2017   | Catherine Quéré       | PS              | |
| XVe         | 21 juin 2017    | 21 juin 2022   | Jean-Philippe Ardouin | LREM            | |
| XVIe        | 22 juin 2022    | 9 juin 2024    | Jean-Philippe Ardouin | LREM-Ensemble   | Mandat écourté à la suite d'une dissolution parlementaire décidée par Emmanuel Macron.                                                                         |
| XVIIe       | 8 juillet 2024  | En cours       | Fabrice Barusseau     | PS              | |

## Historique des élections
| Date d'élection | Député élu            | Parti | Parti |
| --------------- | --------------------- | ----- | ----- |
| 1958            | André Brugerolle      |       | CNIP  |
| 1962            | André Brugerolle      |       | CNIP  |
| 1967            | André Brugerolle      |       | CD    |
| 1968            | André Brugerolle      |       | PDM   |
| 1973            | André Brugerolle      |       | CDP   |
| 1978            | Roland Beix           |       | PS    |
| 1981            | Roland Beix           |       | PS    |
| 1988            | Roland Beix           |       | PS    |
| 1993            | Xavier de Roux        |       | UDF   |
| 1997            | Jean Rouger           |       | PS    |
| 2002            | Xavier de Roux        |       | UMP   |
| 2007            | Catherine Quéré       |       | PS    |
| 2012            | Catherine Quéré       |       | PS    |
| 2017            | Jean-Philippe Ardouin |       | LREM  |
| 2022            | Jean-Philippe Ardouin |       | RE    |
| 2024            | Fabrice Barusseau     |       | PS    |

### Élections de 1958
| Candidat                    | Candidat             | Parti          | Premier tour | Premier tour | Second tour | Second tour |  |
| Candidat                    | Candidat             | Parti          | Voix         | %            | Voix        | %           |  |
| --------------------------- | -------------------- | -------------- | ------------ | ------------ | ----------- | ----------- |  |
|                             | André Brugerolle élu | Divers droite  | 11 022       | 33,98        | 20 667      | 63,75       |  |
|                             | Jean Garnier         | RGR            | 5 273        | 16,26        | Retrait     | Retrait     |  |
|                             | Maurice Brillouet    | PCF            | 4 819        | 14,86        | 5 698       | 17,58       |  |
|                             | Charles Pineau       | Radsoc         | 3 854        | 11,88        | 6 054       | 18,67       |  |
|                             | André Dubois         | SFIO           | 3 155        | 9,73         | Retrait     | Retrait     |  |
|                             | Georges Vinet        | UNR            | 2 592        | 7,99         | Retrait     | Retrait     |  |
|                             | Pierre Billy         | UFF            | 1 722        | 5,31         | Retrait     | Retrait     |  |
|                             |                      |                |              |              |             |             |  |
| Inscrits                    | Inscrits             | Inscrits       | 47 912       | 100,00       | 47 920      | 100,00      |  |
| Abstentions                 | Abstentions          | Abstentions    | 14 658       | 30,59        | 14 765      | 30,81       |  |
| Votants                     | Votants              | Votants        | 33 254       | 69,41        | 33 155      | 69,19       |  |
| Blancs et nuls              | Blancs et nuls       | Blancs et nuls | 817          | 2,46         | 736         | 2,22        |  |
| Exprimés                    | Exprimés             | Exprimés       | 32 437       | 97,54        | 32 419      | 97,78       |  |
| Source : Gallica et CEVIPOF |                      |                |              |              |             |             |  |

Le suppléant d'André Brugerolle était Jacques Clouzeau, exploitant agricole, maire de Coulonges-sur-Charente.

### Élections de 1962
| Candidat                    | Candidat                       | Parti          | Premier tour | Premier tour | Second tour | Second tour |  |
| Candidat                    | Candidat                       | Parti          | Voix         | %            | Voix        | %           |  |
| --------------------------- | ------------------------------ | -------------- | ------------ | ------------ | ----------- | ----------- |  |
|                             | André Brugerolle sortant réélu | CNIP           | 13 443       | 49,2         | 16 738      | 57,26       |  |
|                             | Jean-François Chabasse         | UNR-UDT        | 6 318        | 23,12        | 6 865       | 23,49       |  |
|                             | Serge Vuagnoux                 | PCF            | 4 197        | 15,36        | 5 628       | 19,25       |  |
|                             | André Dubois                   | SFIO           | 3 364        | 12,31        | Retrait     | Retrait     |  |
|                             |                                |                |              |              |             |             |  |
| Inscrits                    | Inscrits                       | Inscrits       | 46 973       | 100,00       | 46 960      | 100,00      |  |
| Abstentions                 | Abstentions                    | Abstentions    | 18 836       | 40,1         | 17 065      | 36,34       |  |
| Votants                     | Votants                        | Votants        | 28 137       | 59,9         | 29 895      | 63,66       |  |
| Blancs et nuls              | Blancs et nuls                 | Blancs et nuls | 815          | 2,9          | 664         | 2,22        |  |
| Exprimés                    | Exprimés                       | Exprimés       | 27 322       | 97,1         | 29 231      | 97,78       |  |
| Source : Gallica et CEVIPOF |                                |                |              |              |             |             |  |

Jacques Clouzeau était le suppléant d'André Brugerolle.

### Élections de 1967
| Candidat                    | Candidat                       | Parti          | Premier tour | Premier tour | Second tour | Second tour |  |
| Candidat                    | Candidat                       | Parti          | Voix         | %            | Voix        | %           |  |
| --------------------------- | ------------------------------ | -------------- | ------------ | ------------ | ----------- | ----------- |  |
|                             | André Brugerolle sortant réélu | CD (PDM)       | 16 697       | 48,67        | 16 616      | 61,95       |  |
|                             | Pierre Doublet                 | FGDS (CIR)     | 7 506        | 21,88        | 12 501      | 38,05       |  |
|                             | Philippe Luc-Verbon            | UD-Ve (RI)     | 5 648        | 16,46        | Retrait     | Retrait     |  |
|                             | Serge Vuagnoux                 | PCF            | 4 457        | 12,99        |             |             |  |
|                             |                                |                |              |              |             |             |  |
| Inscrits                    | Inscrits                       | Inscrits       | 43 952       | 100,00       | 43 943      | 100,00      |  |
| Abstentions                 | Abstentions                    | Abstentions    | 11 370       | 25,87        | 11 106      | 25,27       |  |
| Votants                     | Votants                        | Votants        | 32 582       | 74,13        | 32 837      | 74,73       |  |
| Blancs et nuls              | Blancs et nuls                 | Blancs et nuls | 789          | 2,42         | 782         | 2,38        |  |
| Exprimés                    | Exprimés                       | Exprimés       | 31 793       | 97,58        | 32 055      | 97,62       |  |
| Source : Gallica et CEVIPOF |                                |                |              |              |             |             |  |

Jacques Colas, administrateur de société, conseiller général, maire de Saint-Jean-d'Angély, était le suppléant d'André Brugerolle.

### Élections de 1968
| Candidat       | Candidat                       | Parti          | Premier tour | Premier tour | Second tour | Second tour |  |
| Candidat       | Candidat                       | Parti          | Voix         | %            | Voix        | %           |  |
| -------------- | ------------------------------ | -------------- | ------------ | ------------ | ----------- | ----------- |  |
|                | André Brugerolle sortant réélu | CD (PDM)       | 14 973       | 44,07        | 21 745      | 72,06       |  |
|                | Charles Raffaneau              | UDR (URP)      | 8 059        | 23,72        | Retrait     | Retrait     |  |
|                | Pierre Doublet                 | FGDS (CIR)     | 6 290        | 18,51        | Retrait     | Retrait     |  |
|                | Serge Vuagnoux                 | PCF            | 4 652        | 13,69        | 8 431       | 27,94       |  |
|                |                                |                |              |              |             |             |  |
| Inscrits       | Inscrits                       | Inscrits       | 45 772       | 100,00       | 45 772      | 100,00      |  |
| Abstentions    | Abstentions                    | Abstentions    | 11 181       | 24,43        | 13 941      | 30,46       |  |
| Votants        | Votants                        | Votants        | 34 591       | 75,57        | 31 831      | 69,54       |  |
| Blancs et nuls | Blancs et nuls                 | Blancs et nuls | 617          | 1,78         | 1 655       | 5,2         |  |
| Exprimés       | Exprimés                       | Exprimés       | 33 974       | 98,22        | 30 176      | 94,8        |  |

Jacques Colas était suppléant d'André Brugerolle.

### Élections de 1973
|                | André Brugerolle sortant réélu | CDP (URP)      | 17 699 | 51,13  |  |  |  |
|                | Jacques Rouillon               | PS (UGSD)      | 6 087  | 17,58  |  |  |  |
|                | Serge Vuagnoux                 | PCF            | 5 864  | 16,94  |  |  |  |
|                | Pierre Doublet                 | MR             | 3 706  | 10,71  |  |  |  |
|                | Jacques Garnier                | Divers gauche  | 1 260  | 3,64   |  |  |  |
|                |                                |                |        |        |  |  |  |
| Inscrits       | Inscrits                       | Inscrits       | 46 581 | 100,00 |  |  |  |
| Abstentions    | Abstentions                    | Abstentions    | 11 085 | 23,8   |  |  |  |
| Votants        | Votants                        | Votants        | 35 496 | 76,2   |  |  |  |
| Blancs et nuls | Blancs et nuls                 | Blancs et nuls | 880    | 2,48   |  |  |  |
| Exprimés       | Exprimés                       | Exprimés       | 34 616 | 97,52  |  |  |  |

Jacques Colas était suppléant d'André Brugerolle.

### Élections de 1978
| Candidat                    | Candidat            | Parti           | Premier tour | Premier tour | Second tour | Second tour |  |
| Candidat                    | Candidat            | Parti           | Voix         | %            | Voix        | %           |  |
| --------------------------- | ------------------- | --------------- | ------------ | ------------ | ----------- | ----------- |  |
|                             | Ivan Chanu de Limur | RPR (CDS, CNIP) | 16 091       | 38,95        | 20 764      | 47,86       |  |
|                             | Roland Beix élu     | PS (MRG)        | 12 562       | 30,41        | 22 625      | 52,14       |  |
|                             | Jean Aigle Boucher  | PCF             | 7 755        | 18,77        | Retrait     | Retrait     |  |
|                             | Roland Soleau       | UDF (PR)        | 2 790        | 6,75         |             |             |  |
|                             | Annick Cottereau    | LO              | 1 329        | 3,22         |             |             |  |
|                             | Roger Machefer      | PSD             | 788          | 1,91         |             |             |  |
|                             |                     |                 |              |              |             |             |  |
| Inscrits                    | Inscrits            | Inscrits        | 51 452       | 100,00       | 51 450      | 100,00      |  |
| Abstentions                 | Abstentions         | Abstentions     | 9 175        | 17,83        | 7 334       | 14,25       |  |
| Votants                     | Votants             | Votants         | 42 277       | 82,17        | 44 116      | 85,75       |  |
| Blancs et nuls              | Blancs et nuls      | Blancs et nuls  | 962          | 2,28         | 727         | 1,65        |  |
| Exprimés                    | Exprimés            | Exprimés        | 41 315       | 97,72        | 43 389      | 98,35       |  |
| Source : CEVIPOF et Gallica |                     |                 |              |              |             |             |  |

Claude Tarin, médecin accoucheur, était le suppléant de Roland Beix.

### Élections de 1981
|                | Roland Beix sortant réélu | PS             | 19 786 | 54,05  |  |  |  |
|                | Ivan de Limur             | RPR (UNM)      | 8 627  | 23,57  |  |  |  |
|                | François Haut             | UDF (PR)       | 5 297  | 14,47  |  |  |  |
|                | Paul Spaggiari            | PCF            | 2 897  | 7,91   |  |  |  |
|                |                           |                |        |        |  |  |  |
| Inscrits       | Inscrits                  | Inscrits       | 52 672 | 100,00 |  |  |  |
| Abstentions    | Abstentions               | Abstentions    | 15 531 | 29,49  |  |  |  |
| Votants        | Votants                   | Votants        | 37 141 | 70,51  |  |  |  |
| Blancs et nuls | Blancs et nuls            | Blancs et nuls | 534    | 1,44   |  |  |  |
| Exprimés       | Exprimés                  | Exprimés       | 36 607 | 98,56  |  |  |  |

Claude Tarin était suppléant de Roland Beix.

### Élections de 1988
|                    | Roland Beix élu     | PS              | 25 701 | 51,29  |  |  |  |
|                    | Xavier de Roux      | UDF (Rad) (URC) | 18 013 | 35,95  |  |  |  |
|                    | Marcel Thomas       | PCF             | 3 571  | 7,13   |  |  |  |
|                    | Jean-Claude Richard | FN              | 2 826  | 5,64   |  |  |  |
|                    |                     |                 |        |        |  |  |  |
| Inscrits           | Inscrits            | Inscrits        | 75 798 | 100,00 |  |  |  |
| Abstentions        | Abstentions         | Abstentions     | 24 666 | 32,54  |  |  |  |
| Votants            | Votants             | Votants         | 51 132 | 67,46  |  |  |  |
| Blancs et nuls     | Blancs et nuls      | Blancs et nuls  | 1 021  | 2      |  |  |  |
| Exprimés           | Exprimés            | Exprimés        | 50 111 | 98     |  |  |  |
| Source : data.gouv |                     |                 |        |        |  |  |  |

Michel Baron, médecin cardiologue, maire de Saintes, était le suppléant de Roland Beix.

### Élections de 1993
| Candidat       | Candidat               | Parti          | Premier tour | Premier tour | Second tour | Second tour |  |
| Candidat       | Candidat               | Parti          | Voix         | %            | Voix        | %           |  |
| -------------- | ---------------------- | -------------- | ------------ | ------------ | ----------- | ----------- |  |
|                | Xavier de Roux élu     | UDF (Rad)      | 20 699       | 42,04        | 27 209      | 53,55       |  |
|                | Roland Beix sortant    | PS (ADFP)      | 15 335       | 31,15        | 23 605      | 46,45       |  |
|                | Edouard Marteau        | FN             | 4 100        | 8,33         |             |             |  |
|                | Thomas Marcel          | PCF            | 3 854        | 7,83         |             |             |  |
|                | Dominique Godineau     | Les Verts (EÉ) | 3 263        | 6,63         |             |             |  |
|                | Mauricette Gaillourdet | LT-LNÉ         | 1 981        | 4,02         |             |             |  |
|                |                        |                |              |              |             |             |  |
| Inscrits       | Inscrits               | Inscrits       | 76 168       | 100,00       | 76 152      | 100,00      |  |
| Abstentions    | Abstentions            | Abstentions    | 24 055       | 31,58        | 22 385      | 29,4        |  |
| Votants        | Votants                | Votants        | 52 113       | 68,42        | 53 767      | 70,6        |  |
| Blancs et nuls | Blancs et nuls         | Blancs et nuls | 2 881        | 5,53         | 2 953       | 5,49        |  |
| Exprimés       | Exprimés               | Exprimés       | 49 232       | 94,47        | 50 814      | 94,51       |  |

Bernard Rochet, RPR, infirmier libéral à Tonnay-Boutonne, conseiller général du canton de Tonnay-Boutonne, était le suppléant de Xavier de Roux.

### Élections de 1997
| Candidat       | Candidat               | Parti          | Premier tour | Premier tour | Second tour | Second tour |  |
| Candidat       | Candidat               | Parti          | Voix         | %            | Voix        | %           |  |
| -------------- | ---------------------- | -------------- | ------------ | ------------ | ----------- | ----------- |  |
|                | Jean Rouger élu        | PS             | 16 504       | 34,00        | 28 790      | 54,86       |  |
|                | Xavier de Roux sortant | UDF (PR)       | 15 793       | 32,53        | 23 690      | 45,14       |  |
|                | Gilbert Gaillard       | FN             | 4 758        | 9,80         |             |             |  |
|                | Simone Rinaldi         | PCF            | 4 538        | 9,35         |             |             |  |
|                | Christian Couillaud    | Les Verts      | 2 452        | 5,05         |             |             |  |
|                | Patrick Chebroux       | LDI (MPF)      | 1 919        | 3,95         |             |             |  |
|                | René Binaud            | MÉI            | 1 720        | 3,54         |             |             |  |
|                | Xavier Boniface        | MDC            | 864          | 1,78         |             |             |  |
|                |                        |                |              |              |             |             |  |
| Inscrits       | Inscrits               | Inscrits       | 75 535       | 100,00       | 75 534      | 100,00      |  |
| Abstentions    | Abstentions            | Abstentions    | 24 075       | 31,87        | 20 221      | 26,77       |  |
| Votants        | Votants                | Votants        | 51 460       | 68,13        | 55 313      | 73,23       |  |
| Blancs et nuls | Blancs et nuls         | Blancs et nuls | 2 912        | 5,66         | 2 833       | 5,12        |  |
| Exprimés       | Exprimés               | Exprimés       | 48 548       | 94,34        | 52 480      | 94,88       |  |

Le suppléant de Jean Rouger était Roland Beix, proviseur adjoint de lycée, ancien député, conseiller général du canton de Saint-Hilaire-de-Villefranche, maire de Saint-Hilaire-de-Villefranche, Président de la Communauté de communes.

### Élections de 2002
| Candidat       | Candidat               | Parti            | Premier tour | Premier tour | Second tour | Second tour |  |
| Candidat       | Candidat               | Parti            | Voix         | %            | Voix        | %           |  |
| -------------- | ---------------------- | ---------------- | ------------ | ------------ | ----------- | ----------- |  |
|                | Xavier de Roux élu     | UMP              | 16 969       | 34,72        | 25 060      | 53,77       |  |
|                | Jean Rouger sortant    | PS               | 14 962       | 30,61        | 21 547      | 46,23       |  |
|                | Jean-Michel Guilloteau | FN               | 4 149        | 8,49         |             |             |  |
|                | Jean-Philippe Ardouin  | UDF              | 3 339        | 6,83         |             |             |  |
|                | Philippe Barotin       | CPNT             | 2 507        | 5,13         |             |             |  |
|                | Dominique Godineau     | Les Verts        | 1 624        | 3,32         |             |             |  |
|                | Michelle Carmouse      | PCF              | 1 418        | 2,9          |             |             |  |
|                | Marie-Thérèse Gerault  | LCR              | 830          | 1,7          |             |             |  |
|                | Simone Grange          | LO               | 615          | 1,26         |             |             |  |
|                | Patrick Le Pivert      | MPF              | 448          | 0,92         |             |             |  |
|                | Patrick Chebroux       | RPF              | 295          | 0,81         |             |             |  |
|                | Jean-Mary Boisnier     | Divers           | 277          | 0,77         |             |             |  |
|                | Jean-Marc Séguinot     | Extrême gauche   | 350          | 0,72         |             |             |  |
|                | Gérard Desrente        | ÉD               | 334          | 0,68         |             |             |  |
|                | Amel Nairi             | Pôle républicain | 329          | 0,67         |             |             |  |
|                | Annie Quiquempois      | MNR              | 234          | 0,48         |             |             |  |
|                |                        |                  |              |              |             |             |  |
| Inscrits       | Inscrits               | Inscrits         | 76 492       | 100,00       | 76 495      | 100,00      |  |
| Abstentions    | Abstentions            | Abstentions      | 26 418       | 34,54        | 28 006      | 36,61       |  |
| Votants        | Votants                | Votants          | 50 074       | 65,46        | 48 489      | 63,39       |  |
| Blancs et nuls | Blancs et nuls         | Blancs et nuls   | 1 194        | 2,38         | 1 882       | 3,88        |  |
| Exprimés       | Exprimés               | Exprimés         | 48 880       | 97,62        | 46 607      | 96,12       |  |

La suppléante de Xavier de Roux était Monique Gorbatchef, adjointe au maire de Nantillé.

### Élections de 2007
| Candidat       | Candidat               | Parti          | Premier tour | Premier tour | Second tour | Second tour |  |
| Candidat       | Candidat               | Parti          | Voix         | %            | Voix        | %           |  |
| -------------- | ---------------------- | -------------- | ------------ | ------------ | ----------- | ----------- |  |
|                | Xavier de Roux sortant | UMP            | 19 037       | 39,43        | 23 522      | 47,98       |  |
|                | Catherine Quéré élue   | PS             | 15 446       | 31,99        | 25 501      | 52,02       |  |
|                | Jean-Philippe Ardouin  | UDF–MoDem      | 4 793        | 9,93         |             |             |  |
|                | Philippe Barotin       | CPNT           | 1 525        | 3,16         |             |             |  |
|                | Yolande Bak            | FN             | 1 489        | 3,08         |             |             |  |
|                | Michelle Carmouse      | PCF            | 1 398        | 2,9          |             |             |  |
|                | Christian Couillaud    | Les Verts      | 1 320        | 2,73         |             |             |  |
|                | Nadège Edwards         | LCR            | 1 283        | 2,66         |             |             |  |
|                | Aline Mathieu          | MPF            | 910          | 1,88         |             |             |  |
|                | David Lévêque          | Divers         | 463          | 0,96         |             |             |  |
|                | Khamssa Rahmani        | LO             | 338          | 0,7          |             |             |  |
|                | Jean-Christine Tasin   | MRC            | 276          | 0,57         |             |             |  |
|                |                        |                |              |              |             |             |  |
| Inscrits       | Inscrits               | Inscrits       | 79 765       | 100,00       | 79 763      | 100,00      |  |
| Abstentions    | Abstentions            | Abstentions    | 30 531       | 38,28        | 29 211      | 36,62       |  |
| Votants        | Votants                | Votants        | 49 234       | 61,72        | 50 552      | 63,38       |  |
| Blancs et nuls | Blancs et nuls         | Blancs et nuls | 956          | 1,94         | 1 529       | 3,02        |  |
| Exprimés       | Exprimés               | Exprimés       | 48 278       | 98,06        | 49 023      | 96,98       |  |

Le suppléant de Catherine Quéré était James Rouger, enseignant, maire de Mons, conseiller général du canton de Matha.

### Élections de 2012
| Candidat       | Candidat                        | Parti          | Premier tour | Premier tour | Second tour | Second tour |  |
| Candidat       | Candidat                        | Parti          | Voix         | %            | Voix        | %           |  |
| -------------- | ------------------------------- | -------------- | ------------ | ------------ | ----------- | ----------- |  |
|                | Catherine Quéré sortante réélue | PS             | 20 403       | 43,96        | 26 574      | 59,12       |  |
|                | Frédéric Neveu                  | UMP            | 13 344       | 28,75        | 18 373      | 40,88       |  |
|                | Agnès Kliewer                   | RBM (FN)       | 5 444        | 11,73        |             |             |  |
|                | Michèle Carmouse                | FG (PCF)       | 2 564        | 5,52         |             |             |  |
|                | Stéphane Trifiletti             | EÉLV           | 1 630        | 3,51         |             |             |  |
|                | Pierre Maudoux                  | CpF (MoDem)    | 1 072        | 2,31         |             |             |  |
|                | Serge Maupouet                  | MRC            | 535          | 1,15         |             |             |  |
|                | Esther Willer                   | DLR            | 429          | 0,92         |             |             |  |
|                | Joëlle de Corte                 | CDH (AÉI)      | 373          | 0,80         |             |             |  |
|                | Hugues Auvray                   | MPF            | 366          | 0,79         |             |             |  |
|                | Alexandre Kikolski              | LO             | 253          | 0,55         |             |             |  |
|                |                                 |                |              |              |             |             |  |
| Inscrits       | Inscrits                        | Inscrits       | 81 745       | 100,00       | 81 736      | 100,00      |  |
| Abstentions    | Abstentions                     | Abstentions    | 34 483       | 42,18        | 35 229      | 43,1        |  |
| Votants        | Votants                         | Votants        | 47 262       | 57,82        | 46 507      | 56,9        |  |
| Blancs et nuls | Blancs et nuls                  | Blancs et nuls | 849          | 1,8          | 1 560       | 3,35        |  |
| Exprimés       | Exprimés                        | Exprimés       | 46 413       | 98,2         | 44 947      | 96,65       |  |

Le suppléant de Catherine Quéré était James Rouger.

### Élections de 2017
|                                                                                       | |                           |                           |                          |                          |
|                                                                                       | | Premier tour 11 juin 2017 | Premier tour 11 juin 2017 | Second tour 18 juin 2017 | Second tour 18 juin 2017 |
|                                                                                       | |                           |                           |                          |                          |
|                                                                                       | | Nombre                    | % des inscrits            | Nombre                   | % des inscrits           |
| Inscrits                                                                              | Inscrits                                                                                           | 82 195                    | 100,00                    | 82 186                   | 100,00                   |
| Abstentions                                                                           | Abstentions                                                                                        | 40 909                    | 49,77                     | 47 762                   | 58,11                    |
| Votants                                                                               | Votants                                                                                            | 41 286                    | 50,23                     | 34 424                   | 41,89                    |
|                                                                                       | |                           | % des votants             |                          | % des votants            |
| Bulletins blancs                                                                      | Bulletins blancs                                                                                   | 781                       | 1,89                      | 3 554                    | 10,32                    |
| Bulletins nuls                                                                        | Bulletins nuls                                                                                     | 384                       | 0,93                      | 1 771                    | 5,14                     |
| Suffrages exprimés                                                                    | Suffrages exprimés                                                                                 | 40 121                    | 97,18                     | 29 099                   | 84,53                    |
|                                                                                       | |                           |                           |                          |                          |
| Candidat Étiquette politique (partis et alliances)                                    | Candidat Étiquette politique (partis et alliances)                                                 | Voix                      | % des exprimés            | Voix                     | % des exprimés           |
|                                                                                       | |                           |                           |                          |                          |
|                                                                                       | Jean-Philippe Ardouin La République en marche                                                      | 11 543                    | 28,77                     | 16 739                   | 57,52                    |
|                                                                                       | Frédéric Neveu Les Républicains                                                                    | 5 979                     | 14,90                     | 12 360                   | 42,48                    |
|                                                                                       | Rachel Cointet Front national                                                                      | 5 717                     | 14,25                     |                          |                          |
|                                                                                       | Rémy Catrou La France insoumise                                                                    | 5 450                     | 13,58                     |                          |                          |
|                                                                                       | Françoise Mesnard Parti socialiste ( Europe Écologie Les Verts - Mouvement républicain et citoyen) | 4 084                     | 10,18                     |                          |                          |
|                                                                                       | Julien Papineau Divers gauche                                                                      | 3 307                     | 8,24                      |                          |                          |
|                                                                                       | Henriette Diadio-Dasylva Union des démocrates et indépendants                                      | 876                       | 2,18                      |                          |                          |
|                                                                                       | Alain Georgeon Divers                                                                              | 583                       | 1,45                      |                          |                          |
|                                                                                       | Marie-France Moquet Parti communiste français                                                      | 541                       | 1,35                      |                          |                          |
|                                                                                       | Joëlle de Corte Écologiste (Mouvement 100 %)                                                       | 372                       | 0,93                      |                          |                          |
|                                                                                       | Renée-Éliane Benchimol-Lauribe Parti radical de gauche (Génération écologie)                       | 344                       | 0,86                      |                          |                          |
|                                                                                       | Jean-Louis Lavazec Lutte ouvrière                                                                  | 267                       | 0,67                      |                          |                          |
|                                                                                       | Patrick Chebroux Divers droite (République et Progrès)                                             | 222                       | 0,55                      |                          |                          |
|                                                                                       | Frédéric Sananes Divers gauche (Nouvelle Donne)                                                    | 219                       | 0,55                      |                          |                          |
|                                                                                       | Éric Belleperche Extrême droite (Union des Patriotes - Souveraineté, identité et libertés)         | 216                       | 0,54                      |                          |                          |
|                                                                                       | Alexandre Beauvais Divers droite (La France qui ose)                                               | 183                       | 0,46                      |                          |                          |
|                                                                                       | Isabelle Ninvirth Divers (Union populaire républicaine)                                            | 178                       | 0,44                      |                          |                          |
|                                                                                       | Bernard Chrétien Divers gauche (Parti de la démondialisation)                                      | 40                        | 0,10                      |                          |                          |
| Source : Ministère de l'Intérieur - Troisième circonscription de la Charente-Maritime | |                           |                           |                          |                          |

La suppléante de Jean-Philippe Ardouin était Christine Mesland, femme au foyer, de Pessines.

### Élections de 2022
| Résultats des élections législatives des 12 et 19 juin 2022 de la 3e circonscription de Charente-Maritime |                          |                                           |                          |              |              |             |             |
| Candidat                                                                                                  | Candidat                 | Parti et coalition                        | Nuance                   | Premier tour | Premier tour | Second tour | Second tour |
| Candidat                                                                                                  | Candidat                 | Parti et coalition                        | Nuance                   | Voix         | %            | Voix        | %           |
| | Jean-Philippe Ardouin    | LREM (ENS)                                | ENS                      | 10 111       | 24,53        | 18 295      | 51,18       |
| | Nathalie Collard         | RN                                        | RN                       | 9 192        | 22,30        | 17 452      | 48,82       |
| | Gérald Dahan,            | LFI (NUPES)                               | NUP                      | 8 685        | 21,07        |             |             |
| | Fabrice Barusseau        | SE (Fédération de la gauche républicaine) | DVG                      | 4 061        | 9,85         |             |             |
| | Bertrand Giraud          | LR (UDC)                                  | LR                       | 2 826        | 6,86         |             |             |
| | Pierre Dietz,            | AC (ÉMP)                                  | DVC                      | 1 922        | 4,66         |             |             |
| | Maurice Pineau           | REC                                       | REC                      | 1 680        | 4,08         |             |             |
| | Nathalie Raïssac-Jarrard | MEI (TUPV)                                | ECO                      | 793          | 1,92         |             |             |
| | Lorys Elmayan,           | ÉAC-RC                                    | ECO                      | 609          | 1,48         |             |             |
| | Lydia Bourhis            | LP (UPF)                                  | DSV                      | 507          | 1,23         |             |             |
| | Christian Wong           | PA                                        | ECO                      | 500          | 1,21         |             |             |
| | Khamssa Rahmani          | LO                                        | DXG                      | 239          | 0,58         |             |             |
| | Philippe Riché           | FC17                                      | DSV                      | 90           | 0,22         |             |             |
| Votes valides                                                                                             | Votes valides            | Votes valides                             | Votes valides            | 41 216       | 97,66        | 35 747      | 88,75       |
| Votes blancs                                                                                              | Votes blancs             | Votes blancs                              | Votes blancs             | 706          | 1,67         | 3 263       | 8,10        |
| Votes nuls                                                                                                | Votes nuls               | Votes nuls                                | Votes nuls               | 283          | 0,67         | 1 267       | 3,15        |
| Total | Total                    | Total                                     | Total                    | 42 205       | 100          | 40 277      | 100         |
| Abstention                                                                                                | Abstention               | Abstention                                | Abstention               | 41 977       | 49,86        | 43 918      | 52,16       |
| Inscrits / participation                                                                                  | Inscrits / participation | Inscrits / participation                  | Inscrits / participation | 84 182       | 50,14        | 84 195      | 47,84       |

La suppléante de Jean-Philippe Ardouin était Joëlle Maillet, professeure des écoles retraitée.

### Élections de 2024
Voir Élections législatives de 2024 en Charente-Maritime.
| Candidat                 | Candidat                 | Parti et coalition       | Nuance                   | Premier tour | Premier tour | Second tour | Second tour |
| Candidat                 | Candidat                 | Parti et coalition       | Nuance                   | Voix         | %            | Voix        | %           |
| ------------------------ | ------------------------ | ------------------------ | ------------------------ | ------------ | ------------ | ----------- | ----------- |
|                          | Stéphane Morin,          | RN                       | RN                       | 22 759       | 40,85        | 26 378      | 49,94       |
|                          | Fabrice Barusseau,       | PS (NFP)                 | UG                       | 15 637       | 28,07        | 26 441      | 50,06       |
|                          | Jean-Philippe Ardouin,   | RE (ENS)                 | ENS                      | 15 536       | 27,88        | Retrait     | Retrait     |
|                          | Anne-Catherine Godde     | LO                       | EXG                      | 1 196        | 2,15         |             |             |
|                          | Gérald Dahan-Berthelot,  | LFI diss.                | DVG                      | 587          | 1,05         |             |             |
| Votes valides            | Votes valides            | Votes valides            | Votes valides            | 55 715       | 96,54        | 52 819      | 91,12       |
| Votes blancs             | Votes blancs             | Votes blancs             | Votes blancs             | 1 304        | 2,26         | 3 742       | 6,46        |
| Votes nuls               | Votes nuls               | Votes nuls               | Votes nuls               | 690          | 1,20         | 1 403       | 2,42        |
| Total                    | Total                    | Total                    | Total                    | 57 709       | 100          | 57 964      | 100         |
| Abstention               | Abstention               | Abstention               | Abstention               | 26 017       | 31,07        | 25 773      | 30,78       |
| Inscrits / participation | Inscrits / participation | Inscrits / participation | Inscrits / participation | 83 726       | 68,93        | 83 737      | 69,22       |

La suppléante de Fabrice Barusseau est Françoise Mesnard, maire de Saint-Jean-d'Angély, conseillère régionale.

#### Département de la Charente-Maritime
- La fiche de l'INSEE de cette circonscription : « Tableaux et Analyses de la troisième circonscription de la Charente-Maritime », sur insee.fr, site de l'Institut National de la Statistique et des Études Économiques (consulté le 10 juin 2007) [PDF]

- « Tous les députés du département de la Charente-Maritime depuis 1789 » [archive du 30 septembre 2007], sur assemblee-nationale.fr, site de l'Assemblée nationale française (consulté le 10 juin 2007)

- « Informations contentieuses sur le département de la Charente-Maritime (Élections législatives de 2002) », sur conseil-constitutionnel.fr, site du Conseil constitutionnel (consulté le 13 juin 2007)

#### Circonscriptions en France
- « Carte des circonscriptions législatives en France », sur assemblee-nationale.fr, site de l'Assemblée nationale française (consulté le 10 juin 2007)

- « Résultats électoraux officiels en France », sur interieur.gouv.fr, site du Ministère de l'Intérieur (France) (consulté le 13 juin 2007)

- Description et Atlas des circonscriptions électorales de France sur http://www.atlaspol.com, Atlaspol, site de cartographie géopolitique, consulté le 13 juin 2007.